# Олександро-Білівка
Олекса́ндро-Білівка — село в Україні, у Софіївській селищній громаді Криворізького району Дніпропетровської області.
Населення — 248 мешканців.

## Географія
Село Олександро-Білівка знаходиться на березі річки Водяна, вище за течією на відстані 0,5 км розташоване село Водяна Балка Кам'янського району, нижче за течією на відстані 4 км розташоване село Володимирівка. По селу протікає пересихаючий струмок з загатою. Через село проходить автомобільна дорога Т 0432.

## Історія
Станом на 1908 рік населення колишнього панського села Гуляйпільської волості Верхньодніпровського повіту Катеринославської губернії становило 350 осіб (185 чоловічої статі та 165 — жіночої), 62 дворових господарств

## Населення

### Мова
Розподіл населення за рідною мовою за даними перепису 2001 року:
| Мова       | Кількість | Відсоток |
| ---------- | --------- | -------- |
| українська | 242       | 97.58%   |
| російська  | 6         | 2.42%    |
| Усього     | 248       | 100%     |

## Відомі люди
- Іваницька Надія Степанівна[3] — український філолог, етнограф, фольклорист, поетеса.

## Інтернет-посилання
- Погода в селі Олександро-Білівка [Архівовано 20 грудня 2011 у Wayback Machine.]